# قلعة الحب (فلم)
قلعة الحب (بالإنجليزية: Love Castle)، هُو فيلم درامي نيجيري صدر سنة 2021 وأخرجه ديزموند أليوت.

## وصلات خارجية
- قلعة الحب  في قاعدة بيانات الأفلام على الإنترنت (بالإنجليزية)